# Битва при Керкірі

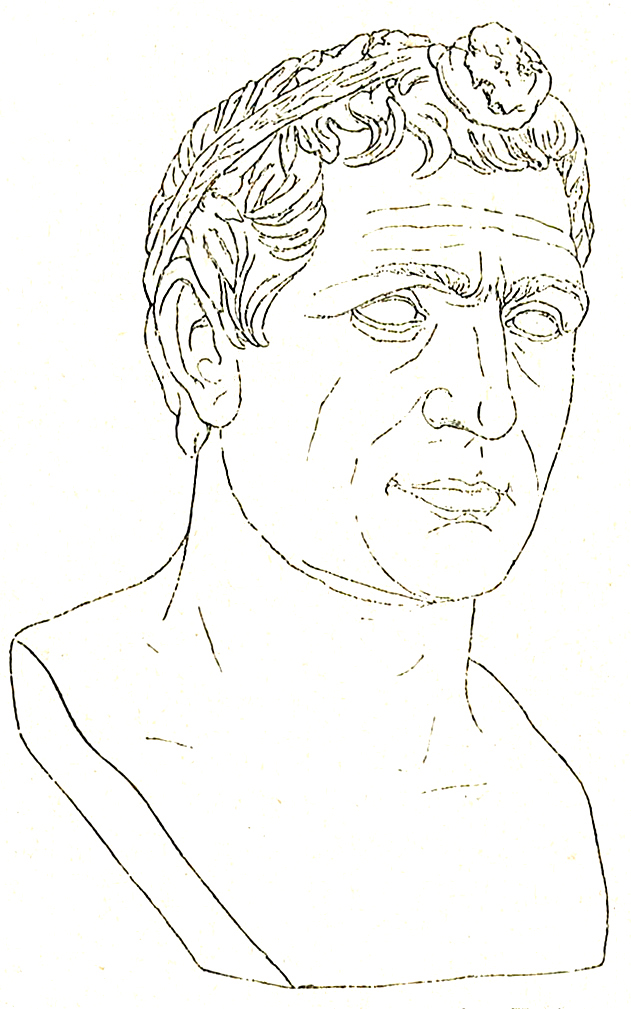
Переможець у битві під Керкірою сицилійській цар Агафокл

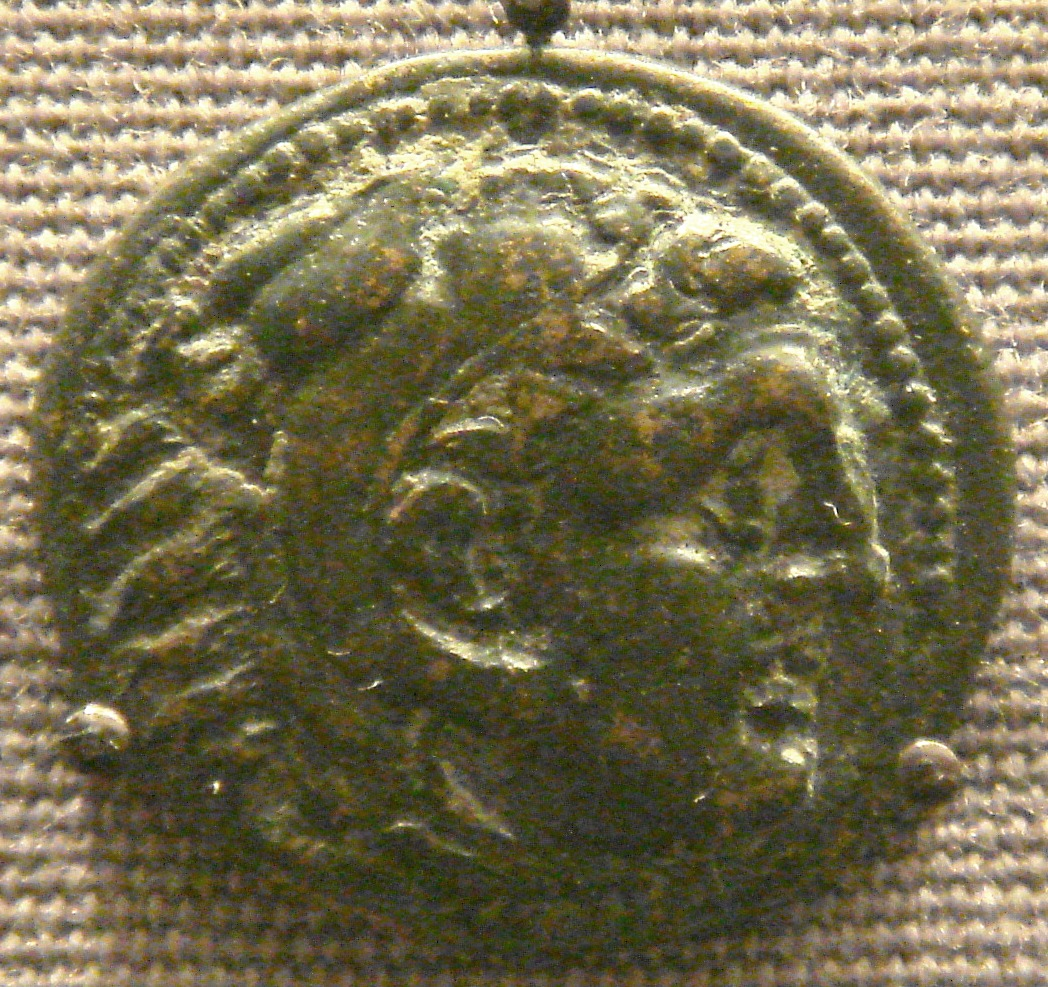
Монета із зображенням Кассандра

Битва при Керкірі — морська битва біля західного узбережжя Греції між елліністичними царями Македонії та Сицилії.
У 298 або 297 р. до н. е. македонський цар Кассандр вирішив заволодіти Керкірою. Незадовго до того цей острів обрав за свою базу спартанський полководець Клеонім, котрий в 303 — 302 роках до н.е. вів бойові дії в Італії та Іллірії. Втім, підсумком діяльності Клеоніма стала втрата ним Керкіри, хоча подробиці цього нам невідомі. Можливо, його вигнав звідси сицилійський цар Агафокл (втім, існують підстави відносити це на рахунок Деметрія I Поліоркета, котрий перед тим безрезультатно пропонував Кеоніму союз).
Флот Кассандра обійшов навколо Греції та перевіз його військо через вузьку протоку, що відділяла острів від узбережжя Епіра, де тоді правив союзник македонського царя Неоптолем II. Керкіра, обложена з суші та з моря, звернулася по допомогу до Агафокла. Останній прибув зі своїм флотом та одразу атакував кораблі Кассандра. Обидві сторони билися з завзяттям, причому для македонців програш був особливо страшним, адже він ставив висаджену на берег армію у безвихідне становище. Нарешті, сицилійці здобули повну перемогу та спалили всі ворожі кораблі.
Втім, подальший розвиток подій став дещо неочікуваним. Агафокл вступив з Кассандром у перемовини та дозволив йому забратись із острова за умови визнання своєї влади на Керкірою. Можливо також відзначити, що у 295 р. до н. е. Агафокл видав свою доньку Ланассу заміж за нового епірського царя Пірра та надав як придане Керкіру. А ще через чотири роки Ланасса втекла на цей острів та запропонувала його та свою руку Деметрію І Поліоркету, котрий на той час уже встиг стати царем Македонії. Так острів знов перейшов до Антигоніда.